# 台灣原住民族研究
《台灣原住民族研究》（英語：Taiwan Journal of Indigenous Studies；簡稱 TJIS），創刊於2008年，是由臺灣國立東華大學原住民民族學院所出版的同行評審性質之人類學暨民族學跨學科期刊，以全球原住民族文化、藝術學、語言學、法學、政治學、教育學、民族發展、傳統知識學術研究為主軸。2023年，該刊影響因子在臺灣、香港、馬來西亞地區的人類學暨民族研究期刊中位於前五高。

## 外部連結
- www.ndhucis.com/publications